# SBB C 4/5 2601–2619
Die Serie C 4/5 2601–2619 waren Dampflokomotiven der Schweizerischen Bundesbahnen (SBB), die für den Einsatz vor Güterzügen beschafft wurden. Die meisten Lokomotiven wurden im Zeitraum 1930 bis 1933 in die Rangierlokomotiven E 4/4 8901–8917 umgebaut.

## Geschichte
Nach der Verstaatlichung der Privatbahnen um die Jahrhundertwende befanden sich viele veraltete Lokomotiven im Bestand der SBB, weshalb rasch leistungsfähigere Maschinen nötig waren. Eine erste Serie C 4/5 mit den Nummern 2701 bis 2732 wurde von 1904 bis 1906 beschafft und als Vierzylinder-Verbund-Maschinen ausgeführt.
Das Konzept der 32 Lokomotiven bewähren sich, weshalb in den Jahren 1907 bis 1912 weitere 19 Lokomotiven beschafft wurden, welche aber als Heissdampf-Zwillings-Maschinen mit Rauchrohrüberhitzer der Bauart Schmidt ausgeführt wurden. Die Lokomotiven mit den Nummern 2611 und 2612 wurden als Sonderbauart mit Gleichstromzylinder der Bauart Stumpf ausgerüstet. Sie bewährte sich nicht, so dass diese Lokomotiven bereits in den Jahren 1926 und 1931 ausrangiert wurden.
Die letzten vier Maschinen der Serie, die C 4/5 2616–2619 wurden für den Einsatz auf der Gotthardbahn verstärkt ausgeführt. Der Kessel war grösser und hatte einen Druck von 13 statt 12 bar. Das Adhäsionsgewicht stieg auf 60 t. Die 2618 erhielt zusätzlich einen Knorr-Speisewasservorwärmer.
Wegen der Elektrifizierung in den 1930er Jahren wurden die Streckenlokomotiven nicht mehr benötigt und von 1930 bis 1933 zu Rangierlokomotiven der Bauart E 4/4 umgebaut, wobei die Vorlaufachse abgebaut wurde und auf den Schlepptender verzichtet wurde. Es wurden alle Maschinen bis auf diejenigen mit Stumpf-Gleichstromzylinder umgebaut.

## Betriebseinsatz und Nachbau
Die ersten 15 Lokomotiven gelangten zum Depot Brugg im ehemaligen SBB Kreis III und wurden hauptsächlich auf der Bözberglinie eingesetzt. Die restlichen vier Lokomotiven wurden auf der Gotthardbahn eingesetzt.
1918 wurden bei der SLM in Winterthur 10 Maschinen im Auftrag des britischen Ministeriums für Munitionsproduktion gefertigt. Sie entsprachen im Wesentlichen den SBB C 4/5 2616–2619 die für die Gotthard-Bahnstrecke bestimmt waren und hatten ein Bisselgestell. 1919 wurden diese, da das britische Ministerium für Munitionsproduktion nach der Lieferung mit dem Ende des Ersten Weltkriegs keine Verwendung hatten, für das Britische Lichtraumprofil waren die Abmessungen zu groß, an die neu gegründeten der Tschechoslowakischen Staatsbahnen (ČSD) abgegeben und dort als Baureihe 436.0 bezeichnet.

## Bilder
| Ausführung                                                   | Nummer | Bild |
| ------------------------------------------------------------ | ------ | ---- |
| Normalausführung, erste Teilserie                            | 2602   |      |
| Ausführung mit Stumpf-Gleichstromzylinder, erste Teilserie   | 2612   |      |
| Zweite Teilserie, zusätzlich mit Knorr-Speisewasservorwärmer | 2618   |      |

## Umbau in die Rangierlokomotiven E 4/4 8901–8917

E 4/4 8907, Umbau aus C 4/5 2618

Die siebzehn Exemplare entstanden 1930 bis 1933 aus den Schlepptenderlokomotiven C 4/5 2601–2619. Die beiden aus dieser Serie stammenden Schlepptenderlokomotiven mit Gleichstromzylinder der Bauart Stumpf, die C 4/5 2611 und 2612 wurden abgebrochen. Dabei erhielten die umgebauten Rangierlokomotiven einen neuen etwas kleineren Kessel mit Überhitzer. Sie erhielten auch vorne eine Plattform mit Fusstritten, Griffstangen und Geländer für das Rangierpersonal. Weggelassen hingegen wurde der Schlepptender und die Laufachse. Alle wurden noch bis in die 1960er Jahre eingesetzt und in den Jahren 1960 bis 1968 abgebrochen. Es ist kein Exemplar erhalten geblieben.